# Diethard von Boenigk
Diethard von Boenigk (* 8. Mai 1956 in Habighorst) ist ein  deutscher Handballtrainer und ehemaliger Handballspieler.

## Karriere

### Spieler
Der Rückraumspieler von Boenigk wuchs in Bielefeld auf und begann seine Karriere bei der SpVg Heepen. Im Jahre 1982 wechselte er zum damaligen Zweitligisten TBV Lemgo, mit dem er ein Jahr später in die Bundesliga aufstieg. Im Jahre 1988 wechselte von Boenigk zum Zweitligisten DSC Wanne-Eickel, mit dem er ein Jahr später in die Bundesliga auf- und nach nur einer Saison wieder abstieg. Von Boenigk wechselte daraufhin zum Oberligisten TSG Altenhagen-Heepen, mit der er im Jahre 1991 in die Regionalliga West und zwei Jahre später in die 2. Bundesliga aufstieg. Anschließend beendete er seine Spielerkarriere.

### Trainer
In der Saison 1993/94 sollte von Boenigk beim Bundesligisten HSV Düsseldorf Co-Trainer unter Horst Bredemeier werden, was sich jedoch aufgrund finanzieller Engpässe beim Verein zerschlug. In der Saison 1994/95 war er dann Cheftrainer beim Zweitligisten TSG Altenhagen-Heepen. Am Saisonende wechselte von Boenigk dann aus familiären Gründen zum Oberligisten Sparta Münster. Zwischen 2001 und 2003 trainierte er den Regionalligisten Ibbenbürener Spvg, bevor er das Traineramt beim Zweitligisten HSG Augustdorf/Hövelhof übernahm. Anschließend trainierte von Boenigk in der Saison 2007/08 die Ahlener SG und von 2009 oder 2010 bis 2015 den ASV Senden.

### Leben
Diethard von Boenigk besuchte das Max-Planck-Gymnasium in Bielefeld und studierte in Münster Englisch und Sport auf Lehramt. Er arbeitet als Lehrer am Genossenschaftlichen Berufskolleg in Münster. Von Boenigk ist verheiratet und hat zwei Söhne. Sein älterer Sohn Jan von Boenigk wurde Bundesligaspieler beim ASV Hamm-Westfalen.